# 宮地昌幸
宮地昌幸（1976年2月1日 - ），日本動畫導演、擔任原畫和分鏡的演出工作。
因為對動畫製作產生興趣，所以從日本大學藝術学部電影學科中輟之後，曾在吉卜力工作室的「東小金井村塾」研究班學習。與動畫製作人奥村正志是同期的學生。在那之後，其才能被宮崎駿發現，並在《千與千尋之神隱》一片中擔任導演助手的角色。
2008年、首次作為導演參與了動畫《亡念之扎姆德》的製作。
所用名除宮地昌幸外，尚有「宮地✩昌幸」、「矢島サコ美」、「金宮サチ子」等。

## 相關作品
- 隔壁的山田君（制作）
- 千與千尋之神隱（導演助手）
- 梅與小貓巴士（導演助手）
- 犬夜叉（分鏡）
- （分鏡）
- 名探偵柯南（分鏡）
- 機獸創世紀（分鏡）
- 返鄉戰士（分鏡・演出）
- （演出）
- 廢棄公主（演出）
- BLOOD+（分鏡）
- 交響詩篇（分鏡）
- 天保異聞 妖奇士（演出）
- （分鏡）
- 獸王星（分鏡）
- 亡念之扎姆德（導演・分鏡・演出・脚本）
- 江戶盜賊團五葉（分鏡 第2、11話）
- 伏 鉄砲娘的捕物帳（導演）

2009年
- 科學超電磁砲（分鏡 第8、14話） ※以矢島サコ美名義

2014年
- 宇宙浪子（分鏡・演出） ※以宮地✩昌幸名義
- 佛朗明哥武士（分鏡 第20話） ※以宮地✩昌幸名義
- 排球少年！！（分鏡 第16話） ※以宮地✩昌幸名義
- 刀劍神域II（分鏡 第6、17話） ※以宮地✩昌幸名義

2015年
- GUNDAM G之復國運動（分鏡 第22、25、26話·角色作畫監督第22話）
- The Rolling Girls（分鏡 第12話） ※以宮地✩昌幸名義
- 終結的熾天使（分鏡 第2、7、11話） ※以宮地✩昌幸名義
- 終結的熾天使 第2季（分鏡 第13、15、22話） ※以宮地✩昌幸名義

2016年
- 排球少年！！第二季（分鏡 第22話） ※以宮地✩昌幸名義
- 無頭騎士異聞錄 DuRaRaRa!!×2 結（分鏡 第28話） ※以宮地✩昌幸名義
- 甲鐵城的卡巴內里（分鏡 第4話） ※以宮地✩昌幸名義
- 七大罪 聖戰的預兆（OP分鏡・OP演出）

2021年
- Vivy -Fluorite Eye's Song-（分鏡 第11話）
- RE-MAIN（分鏡）
- Dr.STONE Stone Wars（分鏡）

2022年
- 國王排名（分鏡 第11話）
- 鹿王 尤娜与约定之旅（导演） ※与安藤雅司合作

## 外部連結
- 宮地昌幸的X（前Twitter）